# هيلموت لافي
هيلموت لافي (بالإسبانية: Helmut Levy)‏ هو سباح كولومبي، ولد في 16 مارس 1959.

## روابط خارجية
- هيلموت لافي على موقع أوليمبيديا (الإنجليزية)